# نغوين ثانه تشونغ
نغوين ثانه تشونغ (بالفيتنامية: Nguyễn Thành Chung)‏ هو لاعب كرة قدم فيتنامي في مركز الوسط، ولد في 8 سبتمبر 1997 في فيتنام. لعب مع نادي هانوي.

## وصلات خارجية
- نغوين ثانه تشونغ على موقع قاعدة بيانات كرة القدم.إي يو (الإنجليزية)
- نغوين ثانه تشونغ على موقع Soccerway.com (الإنجليزية)